# Кмит, Леонид Александрович
Леони́д Алекса́ндрович Кмит (имя и фамилия при рождении — Алексе́й Алекса́ндрович Кмита́; 9 марта 1908, Санкт-Петербург, Российская империя — 10 марта 1982, Москва, СССР) — советский актёр театра и кино. Народный артист РСФСР (1968). Получил широкую известность благодаря роли Петьки в фильме «Чапаев».

## Биография
Алексей Кмита родился 25 февраля (9 марта) 1908 года в Санкт-Петербурге.
Окончив школу, работал слесарем на Ленинградском машиностроительном заводе.
Актёрскому искусству Алексей сначала обучался в театральных мастерских (ТЕМАС), затем, несмотря на заикание, поступил в Ленинградский институт сценических искусств (в мастерскую Е. В. Червякова), который окончил в 1931 году.
В период учёбы для благозвучия он отбросил последнюю букву от своей фамилии и стал Кмитом. Что же касается имени, то по документам он как был Алексеем, так и остался. Но друзья привыкли его звать Лёней. И под именем Леонид Кмит он начал выступать в театре, а затем вошёл в историю кинематографа.
В кино Леонид Кмит дебютировал в 1928 году. Первые роли им были сыграны ещё в немом кино вместе с Игорем Ильинским. Тогда наступала эпоха звукового кино. Леонид Кмит переживал по этому поводу, так как не мог избавиться от заикания. Всё решилось неожиданно просто — однажды Кмит провалился в колодец, засыпанный снегом, после чего перестал заикаться.
В 1936 году Леонид вступил в труппу Центрального театра Красной армии, где служил до 1939 года. Во время Великой Отечественной войны, в 1942—1945 годах — актёр военных ансамблей, с 1957 года — актёр Театра-студии киноактёра.
Леонид Кмит умер 10 марта 1982 года.

Могила на Кунцевском кладбище

Похоронен в Москве на Кунцевском кладбище.

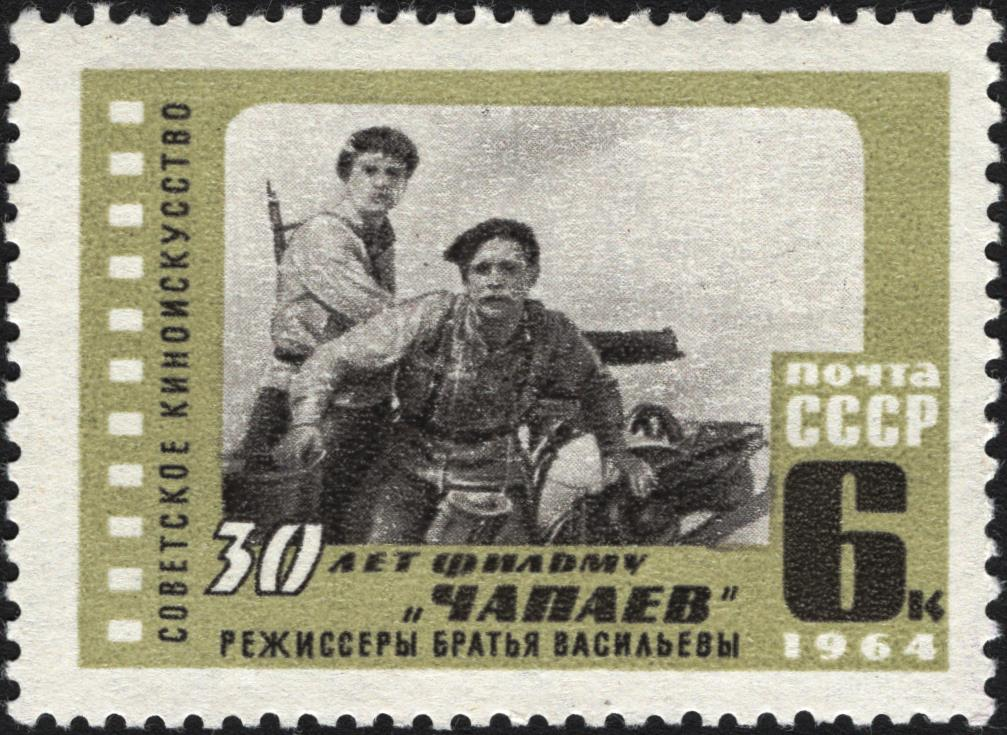
Марка СССР, 1964 г. 30 лет фильму «Чапаев».

Леонид Кмит в кадре из фильма «Чапаев» изображён на почтовой марке СССР 1964 года.

### Семья
Был женат несколько раз.
- Первая жена — Александра Демьяненко (1916—1952), цирковая артистка. Познакомились, когда ей было 15 лет. В 16 лет она родила дочь, а затем развелась с Леонидом, оставив дочь отцу. Впоследствии Александра была арестована «за шпионаж». Умерла в тюрьме в возрасте 36 лет.
  - Дочь — актриса и телережиссёр Инна Кмит (1932—1996).
    - Внучка — Екатерина Кмит (род. 1969), актриса театра и кино.
- Вторая жена — фотограф и фотокорреспондент Галина Кмит.
  - Дочь — сценарист Ирина Алексеевна Кмит (род. 1948).
    - Внук — Алексей Дубровский (род. 1977), артист Малого театра.
    - Внучка — Анастасия Дубровская (род. 1986), актриса Малого театра.

  - Сын Галины Кмит от Николая Гриценко (усыновлён Леонидом Кмитом) — актёр Денис Кмит (25.12.1959—21.07.2019).

## Признание и награды
- Медаль «За трудовую доблесть» (6 марта 1950 года) — за выдающиеся заслуги в развитии советской кинематографии[2]
- заслуженный артист РСФСР (1935)
- народный артист РСФСР (1968)

## Творчество

### Фильмография
1. 1928 — Золотой клюв — старатель
2. 1929 — Отель «Савой»
3. 1930 — Города и годы — Фёдор Лепендин
4. 1930 — Заговор мёртвых — матрос
5. 1930 — Саша
6. 1931 — Человек за бортом — Федя
7. 1931 — Златые горы
8. 1931 — Ураган — рабкор Коваль
9. 1931 — Снайпер — лентяй Виктор
10. 1932 — Слава мира — Эрик
11. 1933 — Первый взвод — новобранец Олесь
12. 1933 — Кто твой друг — Ваня Садкевич
13. 1933 — Первая любовь — Семён
14. 1934 — Дважды рождённый — Лёшка
15. 1934 — Люблю ли тебя? — эпизод
16. 1934 — Песня о счастье — Грязнов, вор
17. 1934 — Поручик Киже — переписчик
18. 1934 — Чапаев — Петька
19. 1936 — Однажды летом — Жора
20. 1936 — Девушка спешит на свидание — пассажир поезда, уезжающего с юга
21. 1937 — Балтийцы — Фёдор Сергеевич Колесов, сигнальщик
22. 1938 — Комсомольск — Сергей Чеканов
23. 1939 — Всадники — шахтёр Вася
24. 1939 — Комендант Птичьего острова — краснофлотец Косицын
25. 1939 — Ошибка инженера Кочина —  Андрей Ефимович, официант
26. 1939 — Друзья встречаются вновь — шофёр
27. 1940 — Любимая девушка — Виктор Симаков, токарь-многостаночник
28. 1940 — Старый наездник — Вася Пичугин, колхозный конюх
29. 1941 — Морской ястреб — Ласточкин
30. 1942 — Боевой киносборник № 9 — Юзеф
31. 1947 — Голубые дороги — Иван Иванович, помощник капитана
32. 1947 — Новый дом — старшина Фокин, сапёр
33. 1947 — Повесть о «Неистовом» — Филатов, радист
34. 1948 — Три встречи — директор МТС
35. 1950 — В мирные дни — начальник штаба
36. 1950 — Далеко от Москвы — Махов, шофёр
37. 1950 — Смелые люди — судья на скачках
38. 1951 — Тарас Шевченко — штабс-капитан Обрядин
39. 1953 — Вихри враждебные — городовой
40. 1953 — Степные зори
41. 1955 — Призраки покидают вершины — Константин Сергеевич Гребенщиков
42. 1955 — Мексиканец — Спайдер Хэгерти, главный секундант боксёрского поединка
43. 1955 — Чужая родня — Федот Степанович Шубин
44. 1956 — Солдаты — Чумак, старшина
45. 1957 — Балтийская слава — Тимофей Иванович Вихарев, комиссар Центробалта
46. 1958 — Очередной рейс — Семён Иванович, завхоз
47. 1959 — Муму — Степан, лакей
48. 1959 — Строгая женщина — Платон
49. 1960 — Мичман Панин — Савичев, унтер-офицер
50. 1961 — Поднятая целина — Григорий Матвеевич Банник
51. 1963 — Слуша-ай!.. — надзиратель
52. 1964 — Ко мне, Мухтар! — Степан Павлович Дуговец
53. 1965 — Пограничная тишина — нарушитель
54. 1965 — Чрезвычайное поручение — поручик
55. 1965 — Сколько лет, сколько зим! — Кравец
56. 1968 — Хозяин тайги — Лубников (конюх Назарыч)
57. 1970 — Когда расходится туман — Прокопий Фёдорович, бакенщик
58. 1970 — Крушение империи — матрос
59. 1970 — Цвет белого снега — парикмахер
60. 1971 — Рудобельская республика — дед Терёшка
61. 1973 — Кортик — дедушка Миши
62. 1976 — Венок сонетов — старшина
63. 1976 — Всего одна ночь — Прокопий Степанович, швейцар ресторана аэропорта
64. 1978 — Я хочу вас видеть (Ich will euch sehen, ГДР) — Степан
65. 1980 — Звёздный инспектор — репортёр